# Barrage d'Isimba
Le barrage d'Isimba est un barrage sur le Nil Blanc situé en Ouganda, à la limite entre les districts de Kamuli et de Kayunga. Principalement destiné à la production électrique, il est associé à une centrale hydroélectrique de 183,2 MW de puissance installée, mise en service en 2019.

## Aperçu
Le barrage se trouve à environ 44 kilomètres, par la route, au nord du barrage de Bujagali.
Le contrat pour une étude de faisabilité et la préparation des documents d'appel d'offres, d'une valeur de 3,8 millions de dollars americains, a été attribué à un consortium composé des sociétés d'ingénierie Fichtner et Norplan. Une société ougandaise locale, Kagga & Partners, était un sous-consultant du consortium. La capacité initiale prévue à Isimba devait être d'au moins 100 mégawatts.
La conception la plus récente comprend un demi-kilomètre au-dessus de la centrale électrique qui enjambera le Nil Victoria et offrira une autre traversée de la rivière. Cependant, la route au-dessus du barrage était une voie au lieu des deux voies dans la conception, et a été jugée inutilisable. L'entrepreneur a été chargé par le gouvernement de l'Ouganda, de construire un pont public de 3.5 kilomètres, en aval du barrage d'Isimba, pour un coût de 24 milliards de dollars (6,7 millions de dollars). Les travaux sur le pont public devraient s'achever en décembre 2020.
La centrale hydroélectrique est équipée de 4 turbines Kaplan de 45,8 MW chacune, totalisant une puissance installée de 183,2 MW.
La centrale est exploitée par la Uganda Electricity Generation Company Limited, une entreprise publique.

## Chronologie
La construction du barrage a commencé en avril 2015 et s'est achevée en janvier 2019.
En juillet 2013, les médias ougandais ont rapporté que le contrat de construction avait été attribué à la China International Water & Electric Corporation (en), filiale de CTG appartenant au gouvernement chinois. La capacité de production avait été portée à 183,2 mégawatts. La construction devait durer 34 mois. En janvier 2018, à la suite de l'expiration de leur contrat de 40 mois, Energy Infratech Private Limited, de l'Inde, a passé le relais à un nouveau consortium d'ingénierie de supervision. Le consortium comprend l'entreprise française Artelia EAU & Environment et la société locale KKATT Consult Limited. L'achèvement est maintenant prévu en août 2018,. En avril 2018, selon la Uganda Electricity Generation Company Limited, le projet était achevé à 86%, avec un coût total estimé à 567,7 millions de dollars américains.
Les opérations commerciales ont commencé le 21 mars 2019, jour de l'inauguration de l'ouvrage par le président Yoweri Museveni.
Un an après sa mise en service, le barrage semble avoir favorisé un important développement économique de la ville de Kayunga et de ses environs.

## Coûts et financement
Le coût total du projet était initialement estimé à 350 millions de dollars. En 2008, le gouvernement ougandais a obtenu un prêt d'Exim Bank of India pour financer la construction. En avril 2013, la presse écrite ougandaise a rapporté que le gouvernement indien avait accordé une ligne de crédit d'une valeur de 450 millions de dollars pour la construction du barrage.
Le coût final du projet s'est élevé à 568 millions de dollars (2 100 milliards de shillings ougandais), dont 85% (soit 482,5 M$) financés par Exim Bank of China, le reste (85,2 M$) étant payé directement par le gouvernement de l'Ouganda